# Хрватска на Светском првенству у атлетици у дворани 2008.
Хрватска је девети пут учествовала на 12. Светском првенству у атлетици у дворани 2008. одржаном у Валенсијиу  од 7. до 9. марта. Репрезентацију Хрватске представљала је једна атлетичарка, која се такмичила у скоку удаљ.
Бланка Влашић у скоку увис је оправдала улогу фаворита и освојила Титулу, која јој је измакла на претходном Светском првенству 2006. у Москви. Хрватска је по броју освојених медаља делила 11 место са 1 освојеном златном медаљом. У табели успешности према броју и пласману такмичара који су учествовали у финалним такмичењима (првих 8 такмичара) Хрватска је са једним учесником у финалу делила 32. место са освојених 8 бодова..
| Плас. | Земља    | 1. место | 2. место | 3. место | 4. место | 5. место | 6. место | 7. место | 8. место | Бр. финал. | Бод. |
| ----- | -------- | -------- | -------- | -------- | -------- | -------- | -------- | -------- | -------- | ---------- | ---- |
| =26   | Хрватска | 1        | 0        | 0        | 0        | 0        | 0        | 0        | 0        | 1          | 8    |

## Учесници
Жене:
- Бланка Влашић — Скок увис

## Освајачи медаља

### Злато  (1)
1. Бланка Влашић — скок увис

## Резултати

### Жене
| Атлетичарка   | Дисциплина | Лични рекорд | Квалификације | Квалификације | Финале   | Финале | Детаљи |
| Атлетичарка   | Дисциплина | Лични рекорд | Резултат      | Место         | Резултат | Место  | Детаљи |
| ------------- | ---------- | ------------ | ------------- | ------------- | -------- | ------ | ------ |
| Бланка Влашић | Скок увис  | 2,05 НР      | 1,96          | 3             | 2,03     |        |        |